# Gistemar
Gistemar také Ghislemar, Gislemar či Giselmar (7. století - 685) byl v roce 684 a 685 franský majordomus královského paláce v Neustrii. Byl synem majordoma Warattona a jeho ženy Anseflèdy. Majordomem byl za vlády merovejského krále Theudericha III.

## Životopis
V roce 681 po vraždě majordoma Ebroina šlechticem Ermenfredem, který i s kořistí uprchl do Austrasie, se nástupcem Ebroina stal jeho příbuzný Waratto, vlastník půdy v regionu Rouen. Franské právo mu umožňovalo pomstít vraždu majordoma, což ale znamenalo zaútočit na Austrasii. Politická situace byla dosti složitá, obě království ovládali dva znepřátelení majordomové a jen jeden král, Theuderich III. Waratto proto s Austrasií raději uzavřel mír. Uzavřený mír postavil významné neustrijské šlechtice do opozice, která se shromáždila kolem Gistemara, Warratonova syna. Gistemar vnímal manželskou politiku svého otce s ohledem na dceru Anstrudu negativně, a tak svého otce v roce 684 z pozice majordoma svrhl a mír s Austrasií zrušil. V bitvě u Namuru pak austrasijského majordoma Pipina II. Prostředního porazil.
Krátce po bitvě v roce 685 Gistemar zemřel. Úřadu majordoma se znovu ujal svržený Waratto.